# Mose

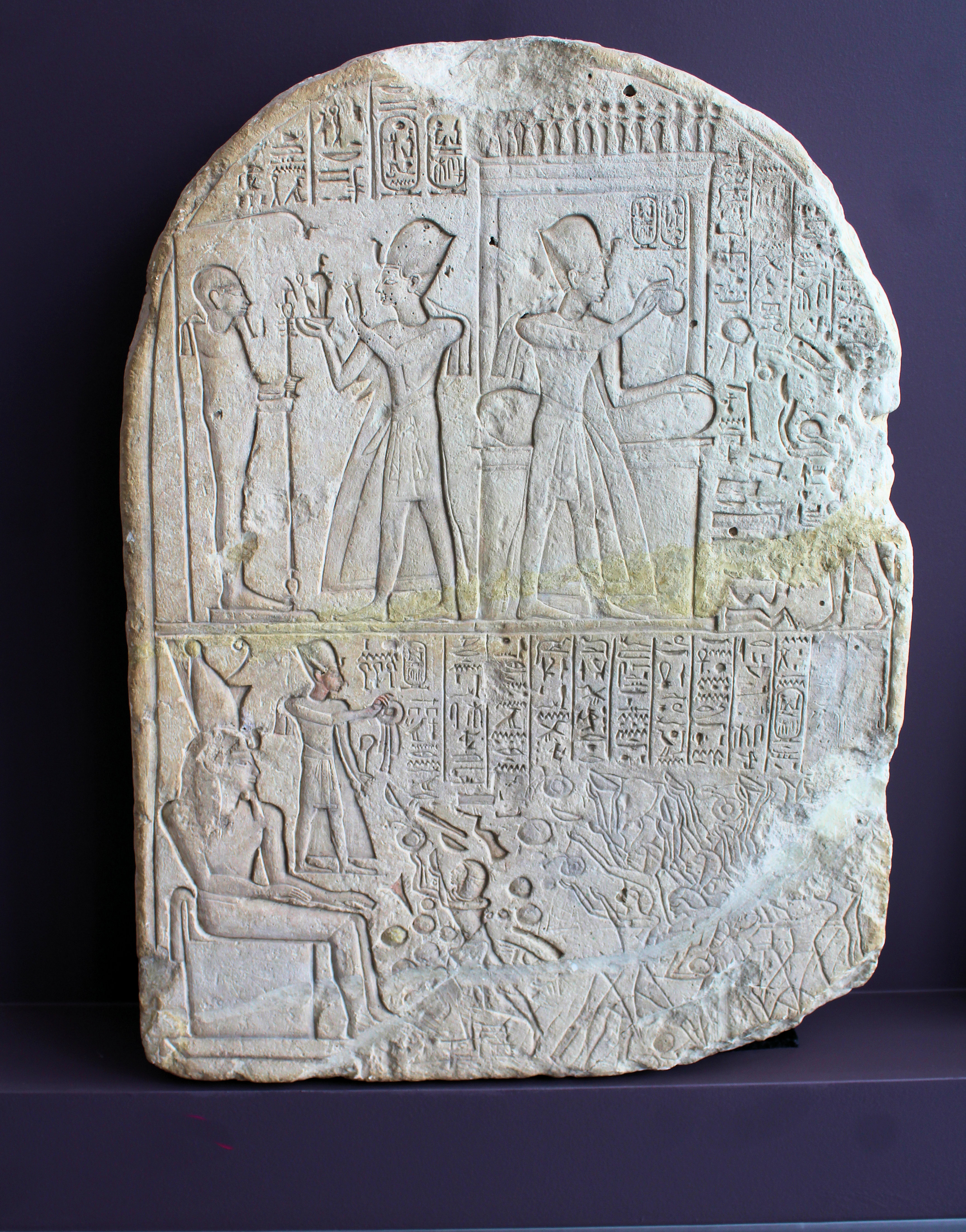
La estela de Mose.

Mose fue un antiguo oficial egipcio que sirvió en la corte de la dinastía XIX del faraón Ramsés II durante el siglo XIII a. C.
Mose era un soldado de Ramsés II, amado por Atum y muy favorecido por él. Se creó una estela para Mose, que lo representa recibiendo regalos de su rey. La estela se encuentra ahora en el Roemer- und Pelizaeus-Museum Hildesheim (nr 374) y proviene originalmente de Qantir. La estela demuestra su alta posición: Mose está de pie frente al faraón donde la inscripción dice: "El rey mismo da plata y todas las cosas buenas de la casa del rey, porque el rey está complacido con el discurso de su boca". Los soldados Ramsés dicen: "Ojalá pudieras ver y hacer lo que Su Majestad ama. ¡Qué bueno es lo que ha hecho! ¡Bien bien!".
El nombre de Mose fue citado en fuentes que buscaban verificar la autenticidad de la historia del Éxodo, su nombre generalmente se consideraba como similar en definición y pronunciación al nombre hebreo de Moisés: Moshe.